# 花田千映子
花田 千映子（はなだ ちえこ、1981年12月5日 - ）は、近畿地方で活躍するタレントである。オフィスキイワード所属。
大阪府和泉市出身。神戸女学院大学文学部を卒業。テレビ番組の司会やラジオ番組のパーソナリティなどを中心に活動。
結婚・出産のために2006年10月からしばらくタレント活動を休業していたが、2007年9月に復帰した。

## 過去の出演番組
テレビ
- プラチケ!（関西テレビ）
- きのくに（テレビ和歌山）
- とことん!京のスポーツ（KBS京都）
- e-カンパニTV（ABC、2006年10月まで）

ラジオ
- ABCフレッシュアップナイター（ABCラジオ・スタジオ担当、2006年度）